# Morona Santiago tartomány
Morona Santiago Ecuador egyik keleti tartománya, amelyet 1954. február 24-én alapítottak. Az egyenlítői tartomány székhelye a helyiek által "keleti smaragd" (Esmeralda Oriental) néven is emlegetett Macas.

## Gazdaság
A közlekedés alacsony színvonala miatt a tartomány gazdaságilag kiaknázatlan a lehetőségeihez képest. Gazdasága így az esőerdőt látogató turistákra épül. Fő látványosságai a Sangay Nemzeti Park és a Shuara város bennszülött emberei.

## Kantonok
A tartományban 12 kanton van.
| Kanton             | Népesség (2001) | Terület (km²) | Székhely                         |
| ------------------ | --------------- | ------------- | -------------------------------- |
| Gualaquiza         | 15,288          | 2,203         | Gualaquiza                       |
| Huamboya           | 5,965           | 653           | Huamboya                         |
| Limón Indanza      | 10,192          | 2,101         | General Leonidas Plaza Gutiérrez |
| Logroño            | 4,621           | 1,218         | Logroño                          |
| Morona             | 31,379          | 5,095         | Macas                            |
| Pablo Sexto        | 1,188           | 1,371         | Pablo Sexto                      |
| Palora             | 6,317           | 1,436         | Palora                           |
| San Juan Bosco     | 3,131           | 1,047         | San Juan Bosco                   |
| Santiago de Méndez | 9,841           | 1,691         | Santiago de Méndez (Santiago)    |
| Sucúa              | 14,412          | 893           | Sucúa                            |
| Taisha             | 13,078          | 6,090         | Taisha                           |
| Tiwintza           |                 |               | Santiago                         |